# Suvi Dol
Suvi Dol (en serbe cyrillique : Суви Дол) est un village de Serbie situé sur le territoire de la Ville de Vranje, district de Pčinja. Au recensement de 2011, il comptait 640 habitants.

## Démographie
| 1948 | 1953 | 1961 | 1971 | 1981 | 1991 | 2002 | 2011 |
| ---- | ---- | ---- | ---- | ---- | ---- | ---- | ---- |
| 188  | 191  | 196  | 224  | 252  | 395  | 576  | 640  |

|  |